# Porristas de los Dallas Cowboys

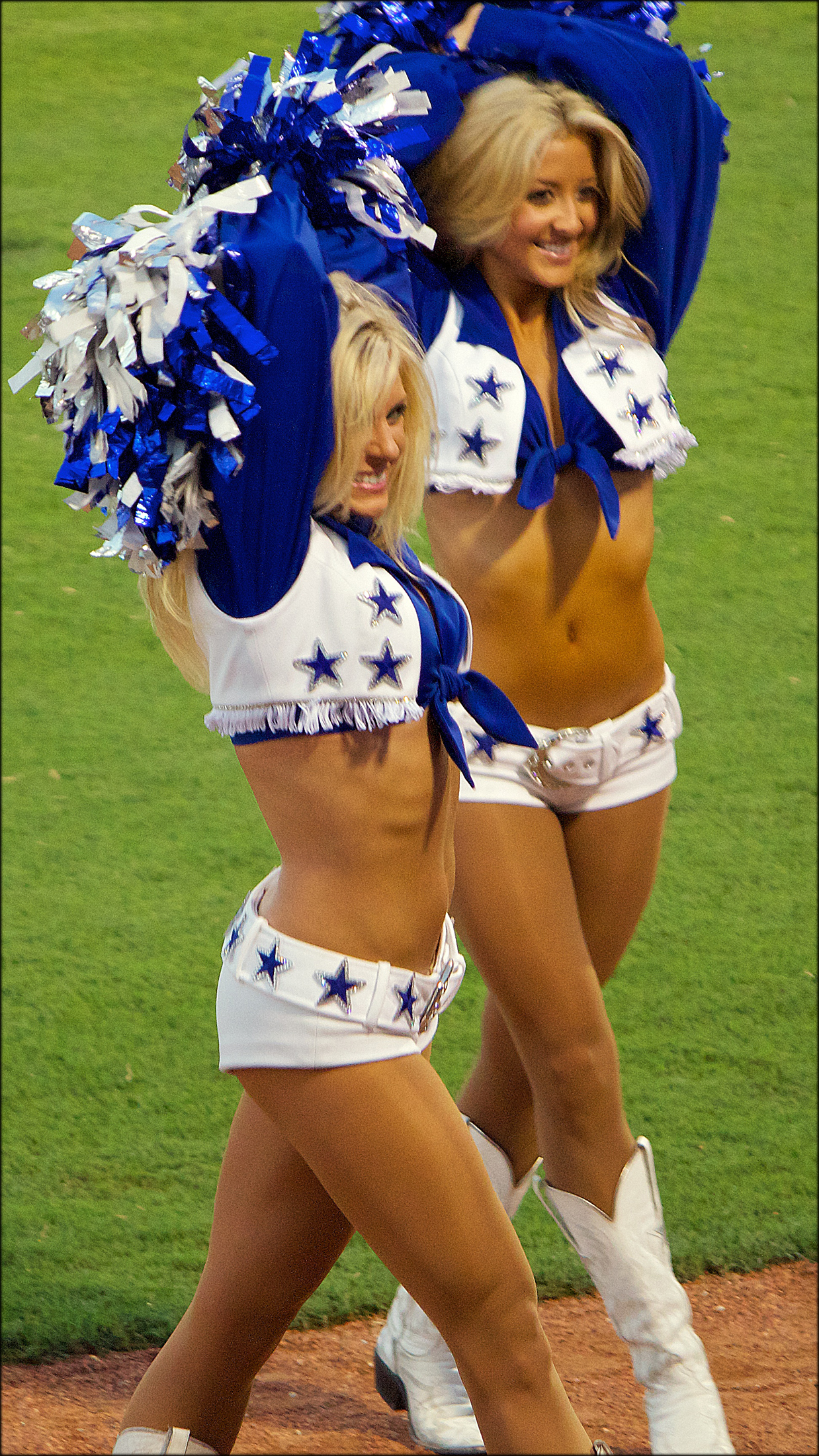
Dos porristas de los Dallas Cowboys actuando en el Arvest Ballpark en julio de 2011.

Las porristas de los Dallas Cowboys (en inglés: Dallas Cowboys Cheerleaders, a veces abreviado DCC y a veces conocidas como las Dallas Cowgirls, especialmente durante la década de 1970) son el equipo de porristas de la National Football League (NFL) que representa al equipo Dallas Cowboys. Su uniforme consiste en un top o blusa ombliguera azul y un par de pantalones cortos blancos o shorts muy cortos. 

## Historia

### Década de 1960
Durante un juego entre los Cowboys y los Atlanta Falcons en el Cotton Bowl durante la temporada de 1967, la estríper Bubbles Cash,  quien vestía minifalda, causó un tremendo revuelo en la multitud que se convirtió en vítores cuando bajó las escaleras de las gradas en la línea de las 50 yardas llevando algodón de azúcar en cada mano. Se convirtió en una sensación pública instantánea en Dallas, y también ganó la atención del gerente general de los Cowboys, Tex Schramm. Al comprender la importancia de la industria del entretenimiento para la rentabilidad de los Vaqueros de Dallas, Schramm se inspiró para formar un equipo de animadoras vestidas de manera similar a Cash. 

### Década de 1970
Preparándose para la temporada de 1970, Schramm decidió cambiar la imagen de las animadoras para aumentar la asistencia a los juegos. Al principio, el cambio principal fue crear un equipo totalmente femenino y cambiar los uniformes y el estilo de las rutinas de porristas para que fueran principalmente de baile y menos como las rutinas acrobáticas tradicionales de los equipos de porristas de preparatoria o universidad. Las diez animadoras de la preparatoria local que fueron seleccionadas para la temporada de 1970, participaron en el rediseño de los uniformes y crear rutinas de baile con nuevos estilos para las porristas bajo la dirección de Dee Brock y con la ayuda de un coreógrafo. En 1971, se modificaron las reglas de clasificación para permitir que no solo las animadoras locales compitieran por un lugar en el equipo, sino también las miembros de los equipos de ejercicios (drill team) de preparatoria. Luego, en 1972, Texie Waterman, una coreógrafa de Nueva York, fue reclutada para audicionar y entrenar a un equipo femenino completamente nuevo, en el que todos los miembros tendrían más de 18 años de edad. Se buscaba que tuvieran apariencia atractiva, capacidad atlética y talento innato como artistas. Dado que el equipo de 1972 estaba compuesto por adultos, existía la posibilidad de rediseñar nuevamente los uniformes para introducir un aspecto más revelador (especialmente la transición de la tradicional falda de animadora a pantalones cortos ) más cercano a la imagen clásica de DCC que se conoce hoy. 
Una atención nacional aún mayor llegó en el otoño de 1977 cuando los Vaqueros, junto con el diseñador y fotógrafo Bob Shaw, produjeron el primer póster de animadoras de la NFL para los Vaqueros de Dallas. Esto sumado a un artículo de Shaw en la revista Esquire en octubre de 1977, llevaron a que el equipo apareciera en dos especiales de televisión en cadena, NBC Rock-n-Roll Sports Classic y The Osmond Brothers Special en ABC . También ese año, el equipo de las DCC produjo su propio especial de una hora, Las 36 chicas más bellas de Texas, que se emitió en ABC antes de la apertura de la temporada de Monday Night Football (que era un partido en casa para los Vaqueros). El 14 de enero de 1979, una semana antes de que los Vaqueros jugaran el Super Bowl XIII, se emitió la película hecha para televisión The Dallas Cowboys Cheerleaders. Protagonizada por Bert Convy y Jane Seymour, tuvo una participación del 48% de la audiencia televisiva nacional.  

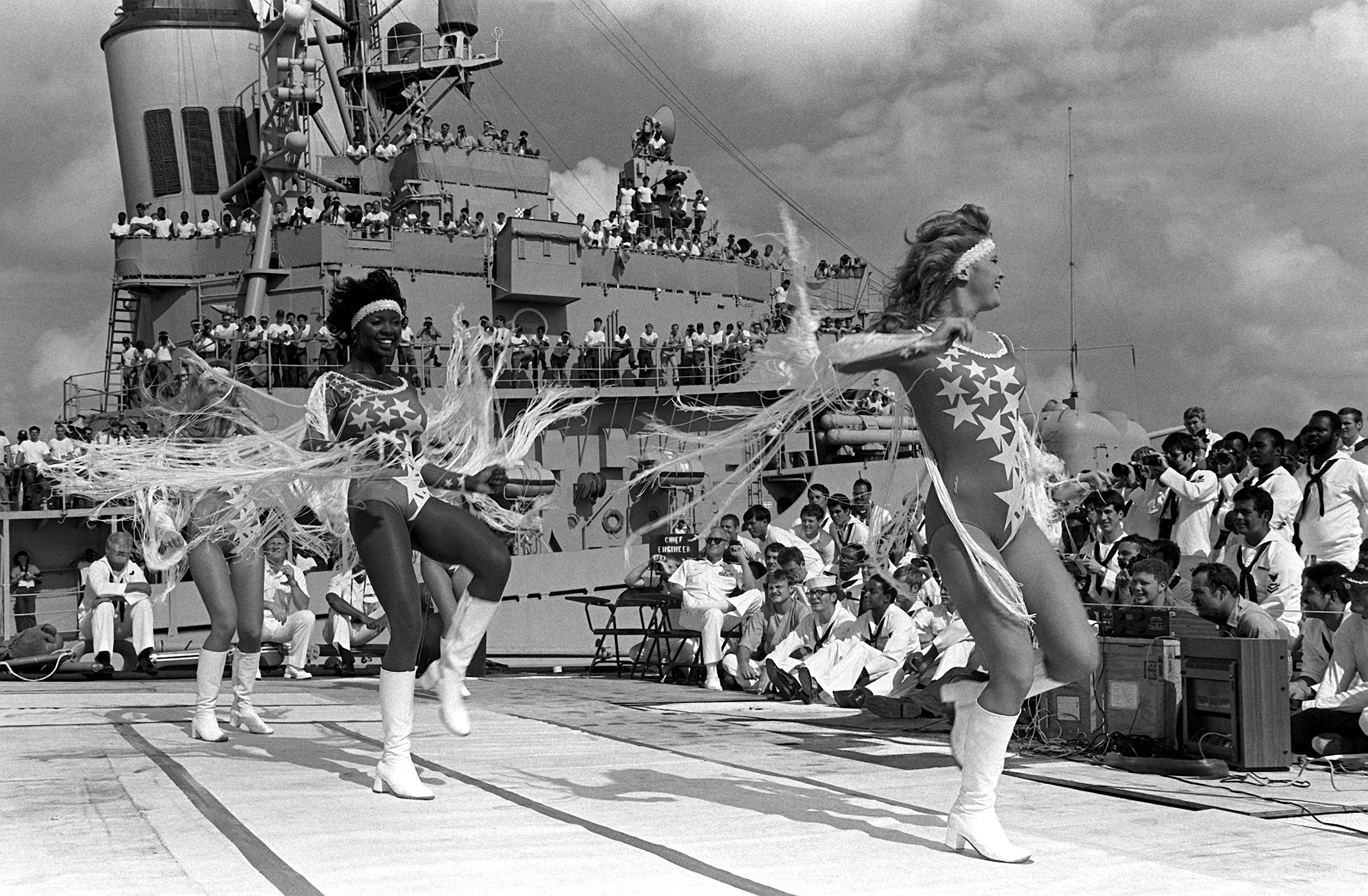
Las animadoras de los Vaqueros de Dallas realizan su espectáculo para las Organizaciones de Servicios Unidos de las Fuerzas Armadas (USO) "America and Her Music" en la cubierta del crucero de misiles guiados de la Marina de los EE. UU. USS Bainbridge (CGN-25), en 1983.

El 13 de enero de 1980, se emitió una secuela de la película para televisión original, The Dallas Cowboys Cheerleaders II . Las animadoras han hecho muchas otras apariciones en televisión desde entonces, y su imagen ha aparecido en diversos productos, como carteles, camisetas, tarjetas coleccionables y calendarios.
El equipo de las DCC también ha realizado giras por todos los Estados Unidos (dentro y fuera del campo), así como en el extranjero. Estas giras incluyen apariciones regulares en las giras de Organizaciones de Servicios Unidos (USO), que comenzaron durante la temporada navideña de 1979 para las tropas estadounidenses estacionadas en Corea del Sur .

### Década de 1990
El equipo de las DCC celebró la  ceremonia inaugural del segundo partido de la Copa Mundial de la FIFA 1994 entre España y Corea del Sur.
Las ex DCC Kelli McGonagill Finglass y Judy Trammell se convirtieron en la directora y la coreógrafa del equipo, respectivamente.

### Década de 2000-presente

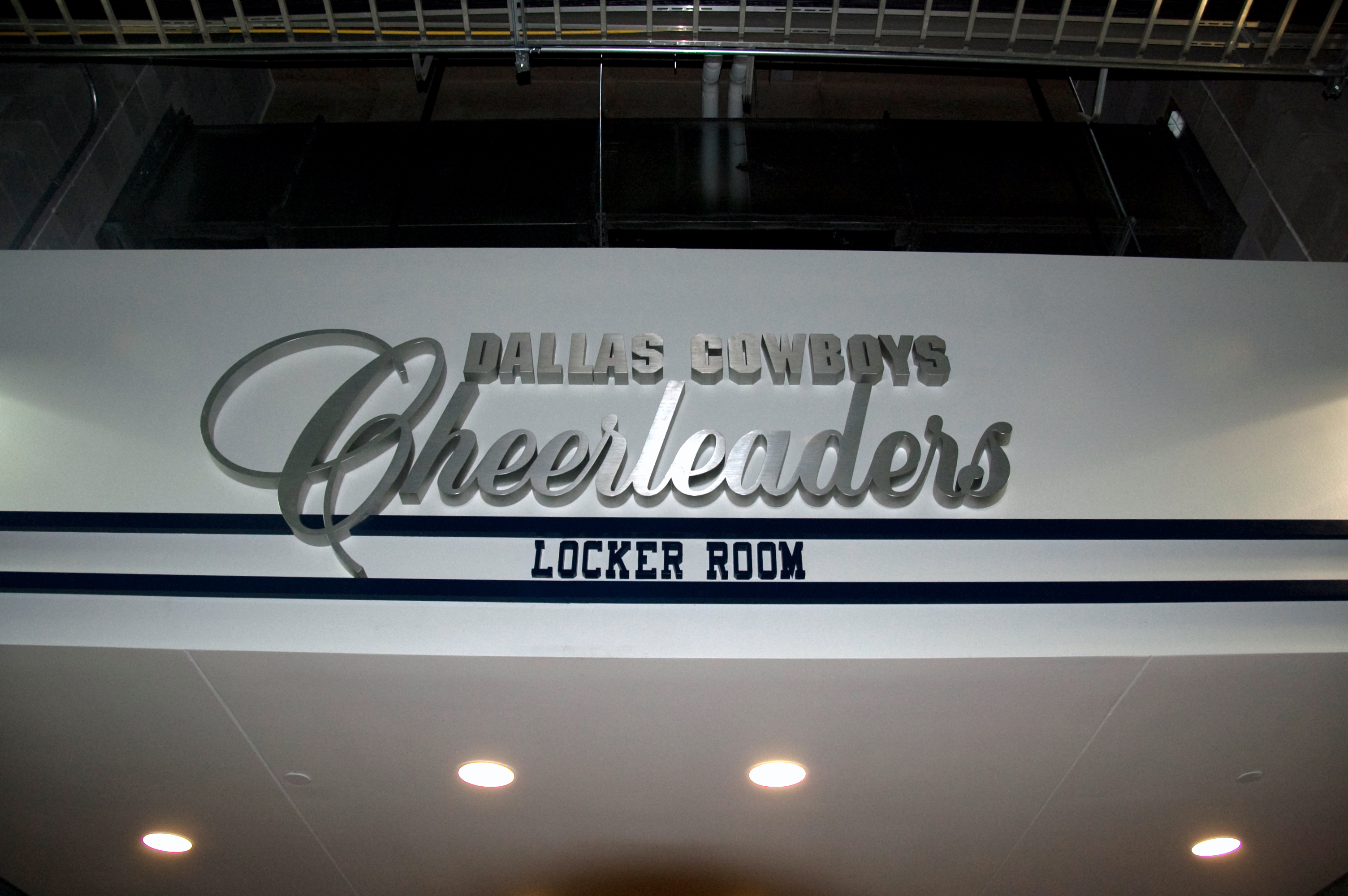
Vestuario del nuevo estadio, 2009

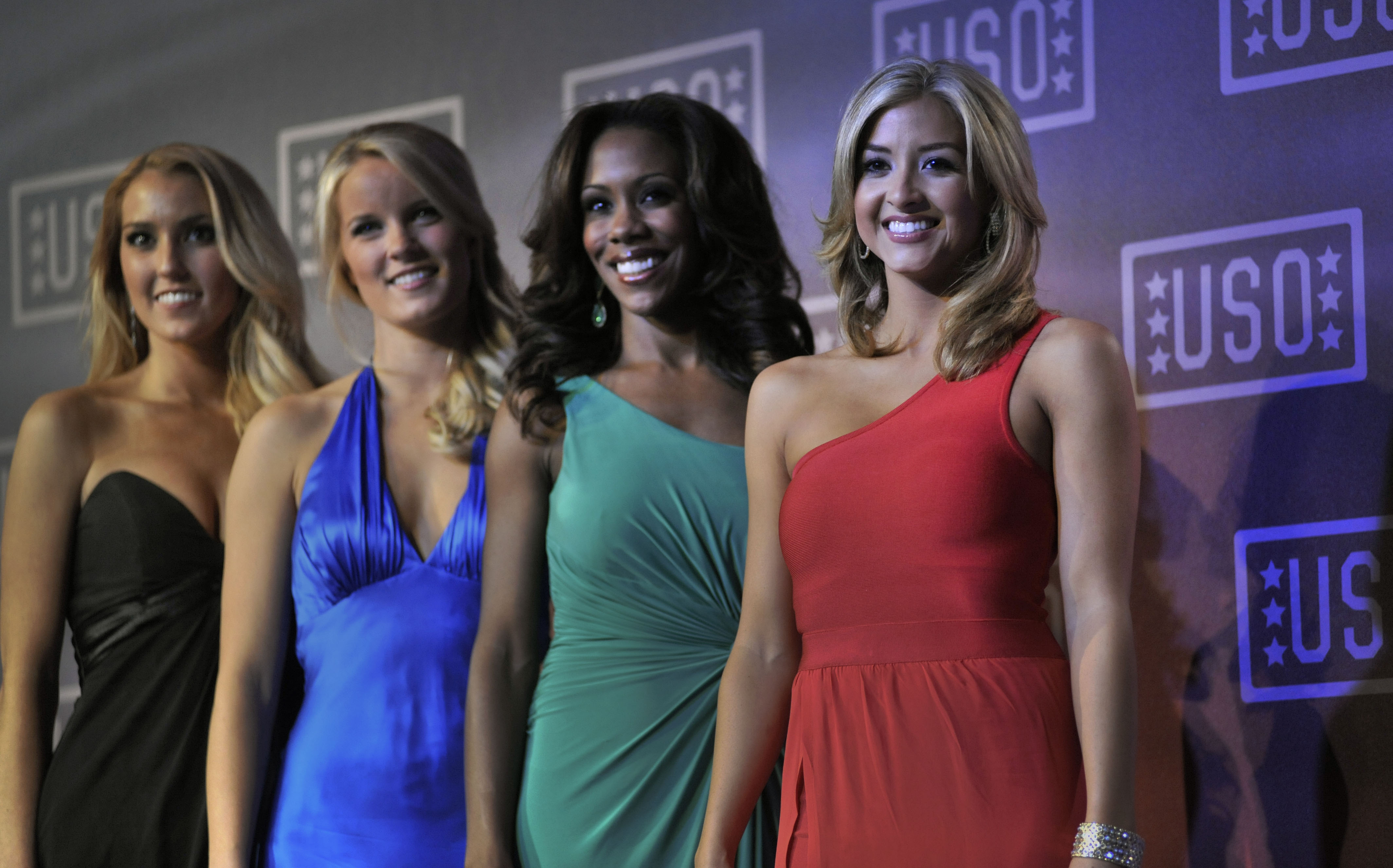
Gala de la USO, 2012

Entre 2006 y 2021, las porristas produjeron su propia serie de telerrealidad, Dallas Cowboys Cheerleaders: Making the Team, que se emitía en Country Music Television (CMT) durante la temporada de fútbol americano de la NFL. La serie seguía el proceso anual de audiciones del equipo. Tradicionalmente, cada episodio incluía segmentos de las “Candidatas novatas” y las “Candidatas veteranas” bailando al ritmo de la música y aprendiendo nuevas coreografías de coreógrafos invitados. A pesar de que el programa se desarrolló con éxito durante 16 temporadas, CMT decidió no renovarlo para su temporada número 17. Una nueva serie, America's Sweethearts: Dallas Cowboys Cheerleaders, se emitió en Netflix el 20 de junio de 2024.
Las porristas de los Vaqueros también fueron encargadas de las ceremonias de apertura de las carreras de Grand Prix en Austin, Texas del 2013, 2018 y 2021. También recibieron a la delegación de la FIFA para promover la Copa Mundial de la FIFA 2022.
El equipo de las DCC publica varios calendarios cada año. Más recientemente, además de su calendario anual de trajes de baño, también lanzan un "calendario desde la banca" anual, que presenta fotos del equipo animando y actuando en los partidos locales de los Vaqueros. Durante décadas, el equipo de las DCC también actuó como defensor del empoderamiento femenino en el área metropolitana de Dallas-Fort Worth.
Las DCC fueron el tema del documental Daughters of the Sexual Revolution: The Untold Story of the Dallas Cowboys Cheerleaders, estrenado en noviembre de 2018.   El documental se centra en Suzanne Mitchell, quien fue la directora del equipo de 1972 a 1989.
En diciembre de 2021, la revista Texas Monthly lanzó un podcast de ocho episodios llamado "America's Girls", que incluye entrevistas con ex animadoras y otras personas involucradas con el equipo de las DCC. 

## Galería

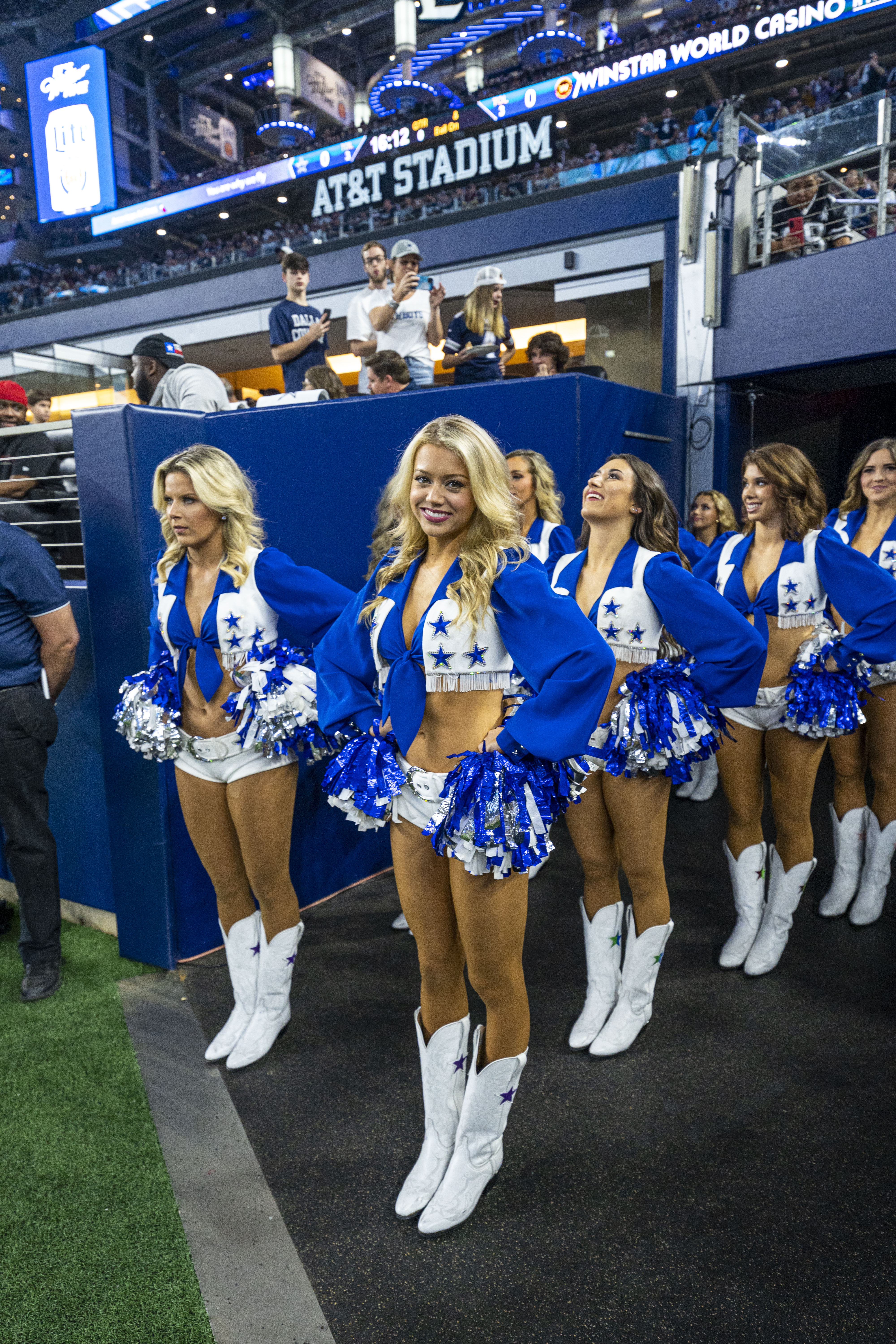
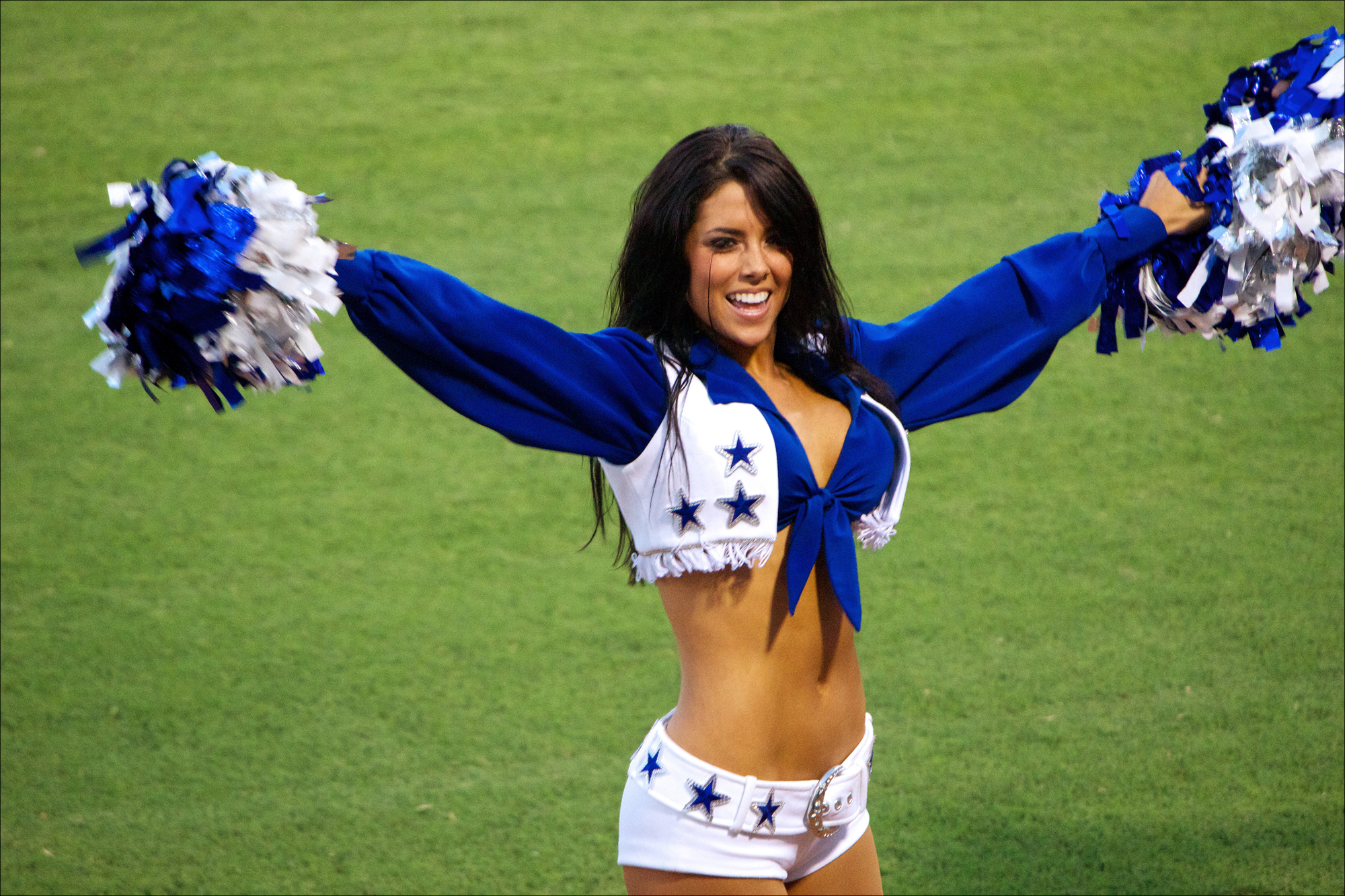
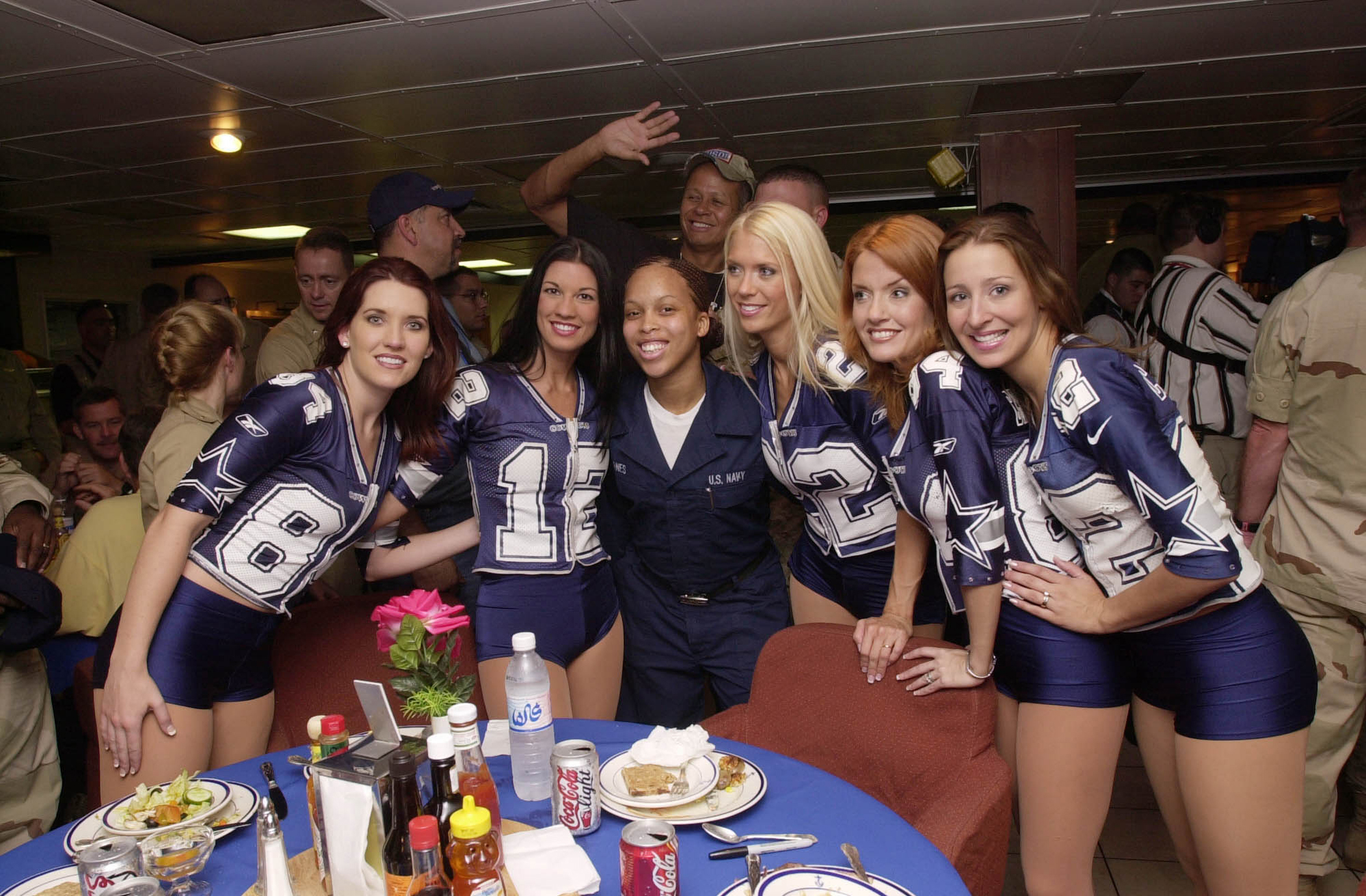
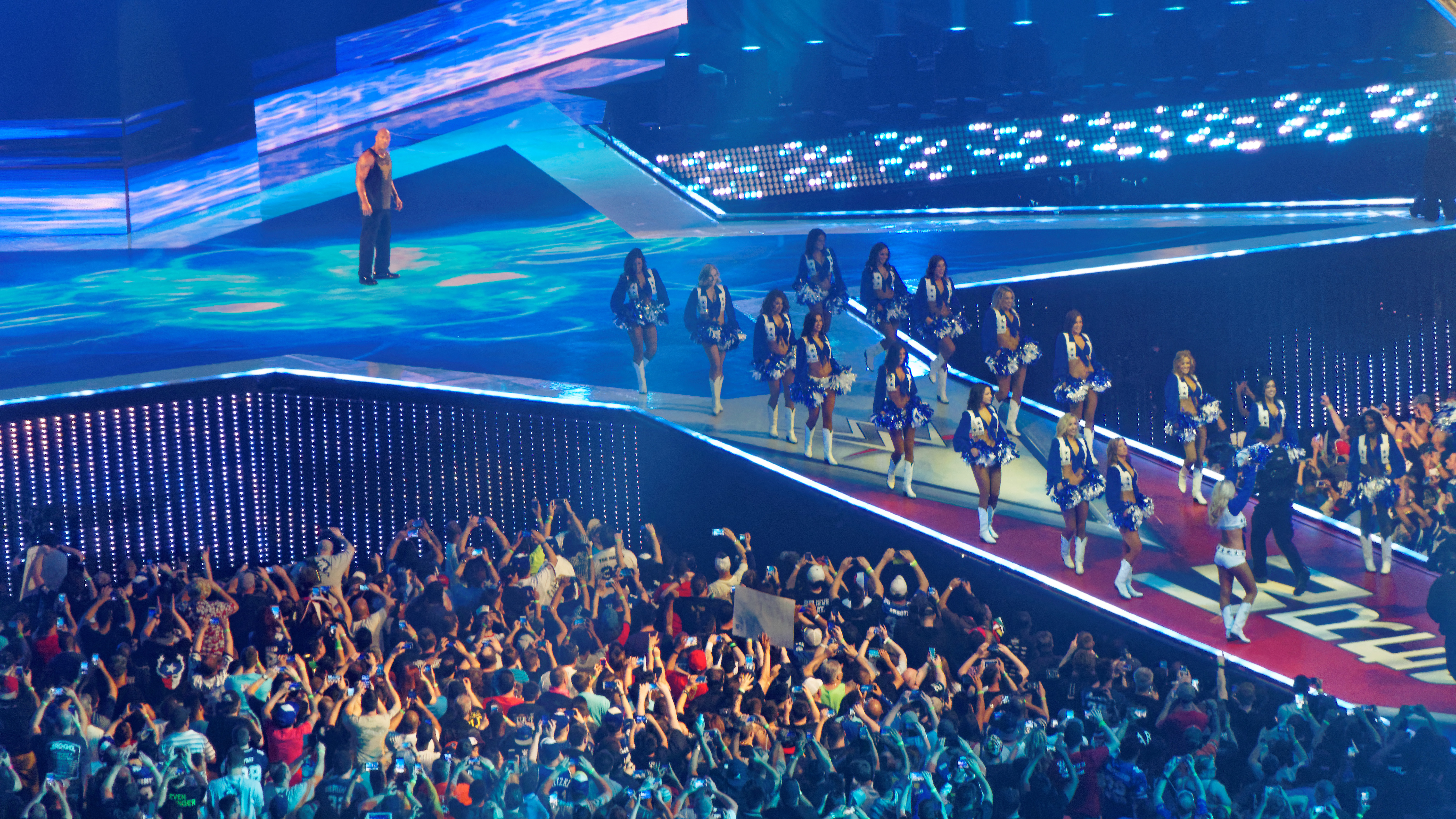
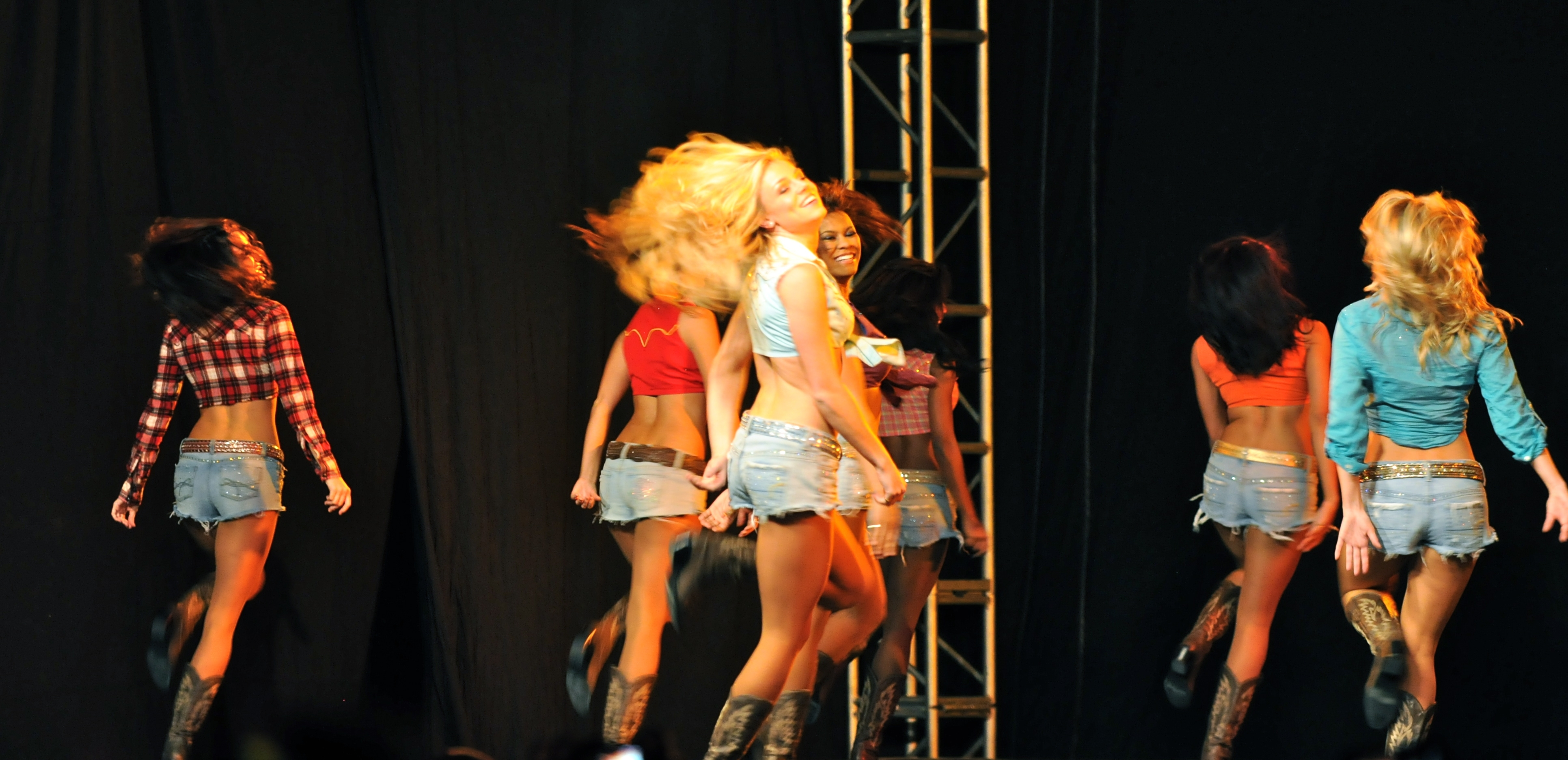
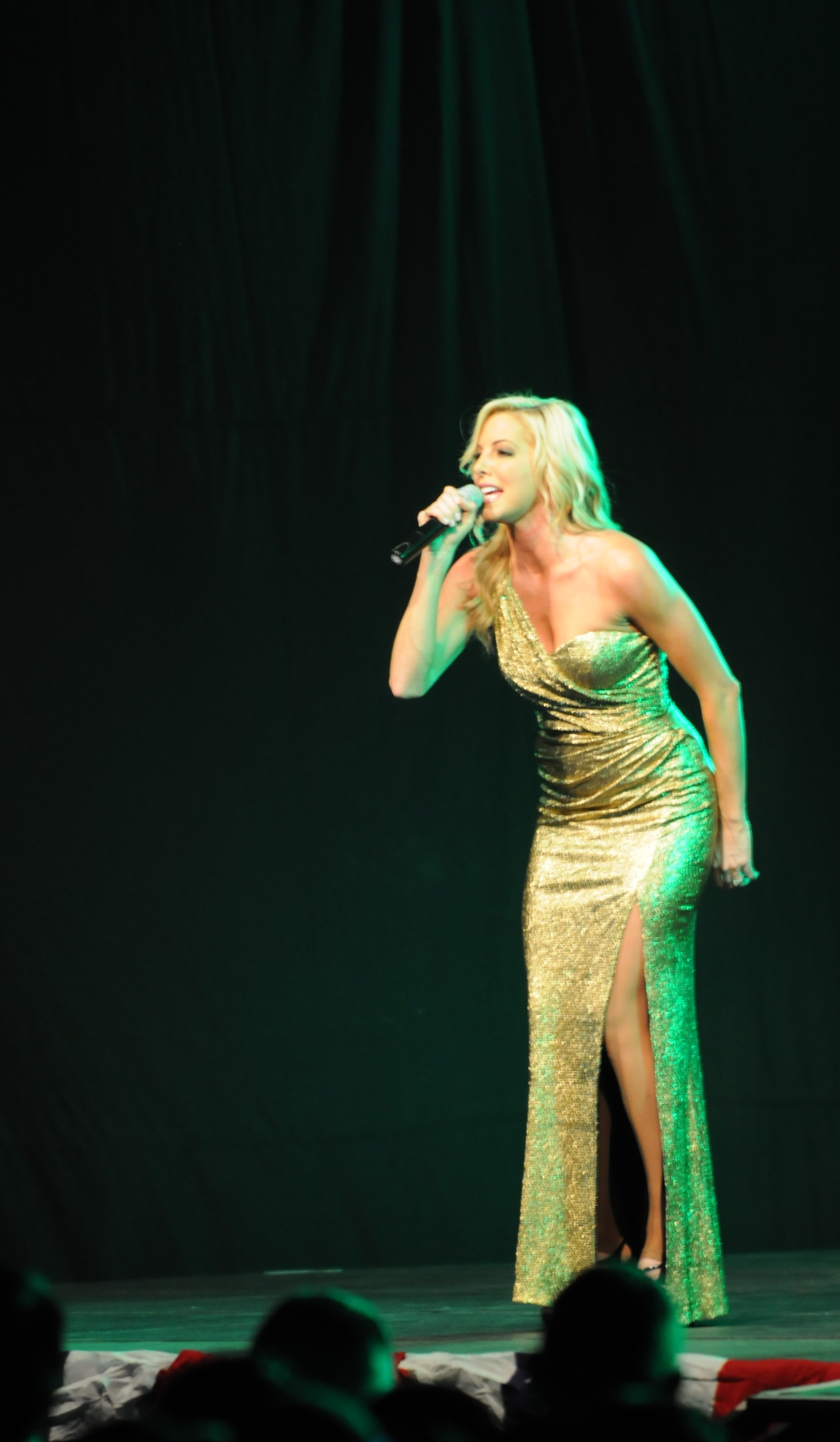
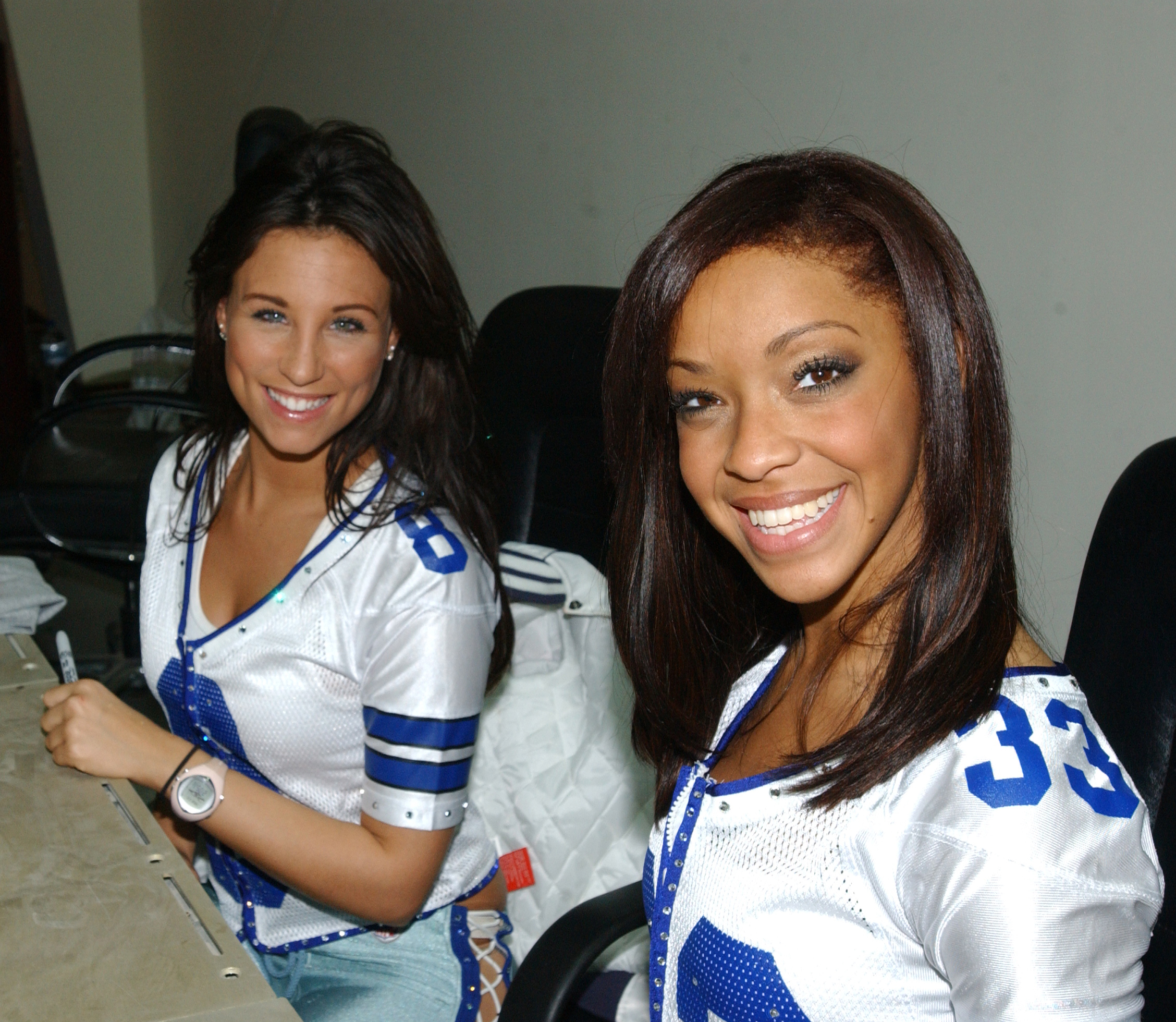

## En los medios
- El equipo de animadoras apareció en el reality show Dallas Cowboys Cheerleaders: Making the Team que se emitió en CMT de 2006 a 2021. [7] La serie sigue el proceso de audición y la formación del equipo anual. La serie cuenta con la directora Kelli McGonagill Finglass y la coreógrafa Judy Trammell . En abril de 2022, se informó que CMT canceló la serie y que el programa se trasladó a otros medios. [8]
- En 2024, el equipo apareció en la serie documental de Netflix titulada America's Sweethearts: Dallas Cowboys Cheerleaders . [9] [10]

## Apariciones televisivas fuera del campo
Además de sus dos películas para televisión, El equipo de las porristas de los Vaqueros también ha aparecido en numerosos programas de televisión y especiales como artistas, actrices invitadas y concursantes en programas de juegos. Algunos de los programas en los que han aparecido incluyen:
- El Crucero del Amor, Episodios #62 y #63 (Temporada 3) y #84 (Temporada 4) [11]
- WrestleMania 32 [12]
- WrestleMania 38 [13]

## En la ficción
- Debbie Does Dallas es un relato ficticio (y pornográfico) de los esfuerzos de un grupo de adolescentes por unirse a una versión semi desnuda del escuadrón. La estrella porno Bambi Woods (que interpretó el papel principal) en realidad había hecho una audición para el equipo de las DCC de la vida real, pero no logró calificar. [14] El equipo de porristas se opuso al uso imitativo por parte del productor de su uniforme (que es una marca registrada del equipo DCC) y logró obtener órdenes judiciales para impedir se exhibiera la película en cines. [15]
- El cómic promocional de 1982 Spider-Man and the Incredible Hulk in Southwest Showdown presentó a las Dallas Cowboy Cheerleaders en un papel protagónico. El cómic fue una colaboración entre Marvel Comics y los grandes almacenes Sanger-Harris y fue regalado en el Dallas Times Herald . [16]

## Exalumnas del Equipo de las DCC
Muchas ex DCC han logrado tener éxito en el entretenimiento, el marketing deportivo y otros emprendimientos notables. Entre ellas se incluyen:
- Tanea Brooks (1998–2001), luchadora profesional conocida como Rebel/Reba en All Elite Wrestling
- Kelli Finglass (1984–1989), directora de las DCC Y productora ejecutiva de Dallas Cowboys Cheerleaders: Making the Team
- Jill Marie Jones, actriz; interpretó a Antoinette Childs-Garretten la serie de televisión Girlfriends, ex porrista de los Dallas Mavericks
- Abigail Klein (2007-2010), actriz; interpreta a Stephanie Johnson en la serie de televisión Days of Our Lives
- Melissa Rycroft, (2006-08), personalidad de televisión; ganadora deThe Bachelor (temporada 13); tercer lugar en Dancing with the Stars (Season 8); ganadora de Dancing with the Stars (All-Stars);
- Sarah Shahi (1999-2000), actriz;  Fairly Legal de USA Network y Person of Interest de CBS[17]
- Judy Trammell (1980–1984), coreógrafa principal del equipo DCC y personalidad de televisión en Dallas Cowboys Cheerleaders: Making the Team y America's Sweethearts: Dallas Cowboys Cheerleaders.

## Lectura adicional
- Evans, Mary Candace. A Decade of Dreams : Dallas Cowboys Cheerleaders. Dallas, Texas: Taylor Pub. Co. ISBN 9780878333257. OCLC 9466073.